# Tachina macropuchia
Tachina macropuchia là một loài ruồi trong họ Tachinidae.